# Changgang (köpinghuvudort i Kina, Hubei Sheng, lat 31,55, long 112,97)
Changgang är en köpinghuvudort i Kina. Den ligger i provinsen Hubei, i den centrala delen av landet, omkring 160 kilometer nordväst om provinshuvudstaden Wuhan. Antalet invånare är 16 960. Befolkningen består av 8 235 kvinnor och 8 725 män. Barn under 15 år utgör 11,0 %, vuxna 15-64 år 78 %, och äldre över 65 år 9,0 %.
Runt Changgang är det ganska tätbefolkat, med 239 invånare per kvadratkilometer. Närmaste större samhälle är Sanligang, 11,3 km sydost om Changgang. I omgivningarna runt Changgang växer i huvudsak blandskog.
Genomsnittlig årsnederbörd är 1 128 millimeter. Den regnigaste månaden är september, med i genomsnitt 179 mm nederbörd, och den torraste är december, med 10 mm nederbörd.